# さらば青春 (Drop'sの曲)
さらば青春はDrop'sのメジャー2枚目のシングル。2014年12月3日にSTANDING THERE, ROCKS/KING RECORDSから発売された。

## 収録曲
1. さらば青春
JAPAN COUNTDOWN11月度エンディングテーマ
中野ミホが高校卒業時に書いた楽曲。
2. メトロ・ランデブー
3. ちっちゃな時から
浅川マキの楽曲のカバー
4. テキサスの雨